# Cefiderocol
Cefiderocol, vendido bajo la marca Fetroja entre otros, es un antibiótico usado para tratar infecciones complicadas del tracto urinario y neumonía adquirida en el hospital. Cefiderocol tiene un amplio espectro antibacteriano contra una variedad de bacterias aeróbicas, incluyendo Enterobacterales, Acinetobacter spp., Pseudomonas spp., Burkholderia spp. y S. maltophilia. Se usa cuando otros tratamientos podrían no funcionar. Se administra mediante inyección en una vena .
Los efectos secundarios más frecuentes son diarrea, dolor en el lugar de la inyección, estreñimiento, erupción cutánea, candidiasis, problemas hepáticos y niveles bajos de potasio, otros efectos secundarios pueden ser anafilaxia, infección por Clostridioides difficile y convulsiones . No está clara su seguridad durante el embarazo . Pertenece a la familia de medicamentos de las cefalosporinas .
Cefiderocol fue aprobado para uso médico en los Estados Unidos en 2019 y en Europa en 2020. Está en la Lista de Medicamentos Esenciales de la Organización Mundial de la Salud . En el Reino Unido 5 dosis cuestan alrededor de £1,300. Esta cantidad en Estados Unidos es de alrededor 2.000 USD.